# Piscatore 'e Pusilleco (film)
Piscatore 'e Pusilleco è un film italiano del 1954, diretto da Giorgio Capitani, ispirato alla nota omonima canzone del 1925 a suo tempo resa celebre da Tito Schipa.
Il film è noto anche col titolo Pescatore 'e Pusilleco.

## Trama
Napoli. Un uomo ricco e malvagio mette gli occhi sulla ragazza di un povero pescatore di Posillipo, che, sogna di diventare cantante, finanzia un giro di spettacoli che allontana il giovane dalla fidanzata. A quel punto comincia ad insidiare la ragazza che però resiste.

## Produzione
Il film è ascrivibile al filone dei melodrammi sentimentali, comunemente detto strappalacrime, allora molto in voga tra il pubblico italiano ed in seguito ribattezzato dalla critica con il termine neorealismo d'appendice.